# Bible Belt

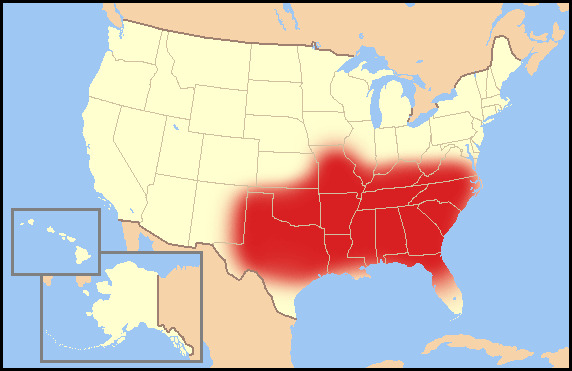
Extensión aproximada del Cinturón de la Biblia, en color rojo sobre el mapa de Estados Unidos.

Cinturón bíblico o Cinturón de la Biblia (en inglés, Bible Belt) es un término coloquial utilizado para referirse a una extensa región de los Estados Unidos (aunque también se aplica coloquialmente a otras regiones del mundo) donde el cristianismo evangélico tiene un profundo arraigo social, circunstancia dónde varias circunstancias (sean sociales, culturales, políticas, legales) se caracterizan por ser fervientemente religiosa, ultra-conservadora (incluso intolerante), con una cultura robustamente rural y en los casos más peyorativos, atraso social, moral y tecnológico.

## Origen del término
En la geografía de Estados Unidos suele utilizarse el término «cinturón» (belt) para nombrar regiones agrícolas con un tipo de cultivo predominante. Así, en un mapa agrario de los Estados Unidos, se dibujan distintos «cinturones» que atienden a su especialización agrícola: cinturón del maíz (Corn belt), cinturón del algodón (Cotton belt), cinturón del tabaco (Tobacco belt), etc. 
El término solo cobra sentido si comprendemos el especial énfasis que el cristianismo evangélico pone en la Biblia y la importancia que tiene en la vida de estos cristianos. Por ello, el Cinturón bíblico es la región donde la Biblia es abundante, no solo por el número de ejemplares impresos sino también por la importancia de la Escritura en la vida de la población.[cita requerida]
La mayor parte del territorio del Cinturón bíblico consiste en el Sur histórico de los Estados Unidos. Durante el período colonial (1607-1776) el Sur era un feudo de la Iglesia anglicana. La transición hacia un feudo del protestantismo no anglicano sucedió de forma gradual a lo largo del siglo siguiente, a través de una serie de avivamientos en la fe, muchos de ellos asociados a las asociaciones bautistas.
El primer uso conocido del término Bible Belt se atribuye al periodista estadounidense Henry Louis Mencken, que en 1924 escribía en el Chicago Daily Tribune: «The old game, I suspect, is beginning to play out in the Bible Belt» (‘El viejo juego, sospecho, se comienza a jugar en el Cinturón de la Biblia’).
Los estados que conforman el Cinturón bíblico también son conocidos por discriminar a los ateos para ejercer cargos públicos. Arkansas, Carolina del Norte, Carolina del Sur, Maryland, Pensilvania, Tennessee y Texas tienen leyes específicas para impedir que los que niegan la existencia de Dios accedan a cargos públicos.

## Estados comprendidos
En el empleo más genérico del término, los estados considerados parte del Cinturón Bíblico son:
- Carolina del Norte
- Carolina del Sur
- Alabama
- Georgia
- Misisipi
- Tennessee
- Kentucky
- Arkansas

así como la mayor parte de los estados de:
- Texas
- Misuri
- Oklahoma
- Luisiana
- Virginia

También son consideradas parte del Cinturón Bíblico, algunas regiones de:
- Florida (particularmente el centro y norte)
- Kansas (sur y este)
- Illinois (sur)
- Indiana (sur)
- Virginia Occidental (sur)
- Ohio (sur)

## Hechos históricos motivados por la religión
El Cinturón bíblico se ha caracterizado por promover el creacionismo y rechazar políticas tendentes a algunos asuntos, entre los que cabe señalar:
- la enseñanza de la biología evolutiva
- la educación sexual
- el derecho al aborto
- los derechos civiles para las personas LGBT.
- la separación de la Iglesia y el Estado

Estos son algunos de los hechos acontecidos en esta área:
1925. El juicio a Scopes. En Dayton, Tennessee, se juzgó al profesor de educación secundaria John Scopes por enseñar la teoría de la evolución en clase de ciencias naturales. El proceso fue muy publicitado y tuvo como fiscal al político y fundamentalista cristiano William Jennings Bryan. La defensa de Scopes estuvo a cargo de Clarence Darrow, uno de los mejores abogados del momento. El juicio supuso la condena de Scopes a una multa de 100 dólares, que  fue rebajada dos años después por el Tribunal Supremo. Lo interesante del juicio es que Darrow mostró que el argumento creacionista consiste en negar sistemáticamente la evidencia. En este juicio se impidió comparecer como testigos a expertos en biología, geología, astronomía, etc. Aunque el juicio fue ganado por los demandantes, el creacionismo perdió por su falta de sustento racional al aplicar la literalidad de la Biblia.[cita requerida]

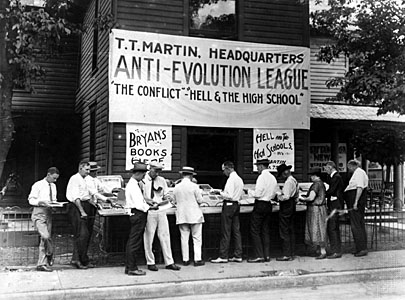
Inicio del juicio del mono

1999. La Junta de Educación de Kansas votó el 11 de agosto de ese año eliminar, con seis votos a favor y cuatro en contra, de los currículos de los colegios y escuelas estatales toda referencia al origen y evolución del universo, de los organismos y de los humanos.[cita requerida]
2003. El juez de Alabama Roy Moore se negó a retirar un monumento a los Diez Mandamientos que él mismo mandó a instalar en un edificio judicial de Montgomery, la capital. Sus críticos aseguran que dicho monumento, en una oficina estatal, constituye una violación de la separación constitucional de la Iglesia y el Estado.
2007. Abrió sus puertas en Petersburg, Kentucky, el Museo de la Creación. Un espacio que muestra representaciones de dinosaurios conviviendo con seres humanos, en una defensa del creacionismo bíblico. Esta institución perteneciente al ministerio cristiano Respuestas en el Génesis es apoyada económicamente con dinero público del Estado.[cita requerida]
2010: Se planeó crear un parque temático del arca de Noé en Kentucky, a 45 kilómetros del Museo de la Creación.[cita requerida]
2011. El senador Joe Bowen propuso crear una asignatura cuya materia curricular fuese exclusivamente la Biblia en el estado de Kentucky.[cita requerida]
2011. El 7 de abril la Asamblea General de Tennessee aprobó una ley que facilita la enseñanza del creacionismo judeocristiano y la negación del calentamiento global.[cita requerida]

## Otros «cinturones religiosos»
En el mapa religioso de los Estados Unidos, el Cinturón de la Biblia suele ponerse en contraste con el protestantismo tradicional y el catolicismo imperantes en el noreste del país, la variedad religiosa del medio oeste y los Grandes Lagos, el Corredor Mormón de Utah y el sur de Idaho, el cinturón católico de Texas-Luisiana-Florida y el secularismo extendido en el oeste.